# Sandro Altunaixvili
Sandro Altunaixvili (georgà: სანდრო ალთუნაშვილი; nascut a Tbilsi el 19 de maig de 1997) és un futbolista professional georgià que juga com a migcampista del Wolfsberger de la Bundesliga Austríaca i a la selecció georgiana.
Ha guanyat dues vegades la lliga georgiana i també ha guanyat una Copa de Geòrgia i dues Supercopes. Ha estat reconegut dues vegades com a Migcampista de l'any de Lliga de Geòrgia i tres vegades nomenat a l'Equip de la Temporada.

## Trajectòria
Altunaixvili va començar la seva carrera al Saburtalo, a la segona divisió de Geòrgia, l'any 2014. Va ser un titular habitual de l'equip que va aconseguir l'ascens per primera vegada, es va consolidar gradualment i va començar a guanyar trofeus a la Erovnuli Liga. El seu club va aconseguir el primer títol de lliga el 2018. Un any més tard, Altunaixvili també va aixecar la Copa nacional. Aquesta temporada va ser seleccionat per primera vegada a l'Equip de l'Any.
A principis de 2021, Altunaixvili va fitxar per dues temporades pel Dinamo Batumi. Durant dos anys consecutius va guanyar una nominació al millor migcampista de la lliga, guanyat-se així la seva primera convocatòria amb la selecció georgiana.
El juny de 2023, va deixar la seva Geòrgia natal per unir-se al Wolfsberger de la Bundesliga austríaca amb un contracte de dos anys amb opció per un any més. En acabar la temporada i després de guanyar la Copa austríaca per primera vegada a la seva història, el Wolfsberger va decidir no renovar Altunaixvili.
| Club             | País    | Any       | Partits | Gols |
| ---------------- | ------- | --------- | ------- | ---- |
| FC Iberia 1999   | Geòrgia | 2014-2021 | 165     | 6    |
| FC Dinamo Batumi | Geòrgia | 2021-2023 | 97      | 4    |
| Wolfsberger AC   | Àustria | 2023-2025 | 41      | 1    |

## Selecció de Geòrgia
Va debutar amb la selecció de Geòrgia el 5 de setembre de 2021 en una eliminatòria per a la Copa del Món contra Espanya, una derrota per 0-4 a casa. Va substituir Giorgi Aburjania al minut 69.
Altunaixvili va ser un dels integrants de la plantilla georgiana que va participar en l'Eurocopa d'Alemanya 2024, on va jugar uns quants minuts a dos partits.

## Palmarès

#### Saburtalo Tbilisi
- Erovnuli Liga: 2018
- Copa de Geòrgia: 2019
- Supercopa de Geòrgia: 2020

#### Dinamo Batumi
- Erovnuli Liga: 2021
- Supercopa de Geòrgia: 2022

#### Wolfsberger
- Copa d'Àustria: 2024-25

#### Individual
- Membre de l'equip de la temporada de l'Erovnuli Liga: 2019,[6] 2020, 2021[7]
- Migcampista de l'Any a l'Erovnuli Liga: 2021, 2022

- Ordre d'Honor de Geòrgia: 2024[8]